# 무코가와단치마에역
무코가와단치마에역(일본어: 武庫川団地前駅, むこがわだんちまええき)은 일본 효고현 니시노미야시에 있는 한신 전기철도 무코가와 선의 역이다. 역 번호는 HS 51이다.

## 역사
- 1984년 4월 3일: 무코가와 선 연장으로 영업 개시.
  - 한신 측은 무코가와 단지 중앙부까지 가겠다는 뜻이었지만 최종적으로 현재의 자리로 잡았다.
- 1995년
  - 1월 17일: 한신・아와지 대지진의 영향으로 무코가와 선이 불통됨.
  - 1월 26일: 무코가와 선 운행 재개.
- 2014년 4월 1일: 역 번호 도입.

## 역 구조
상대식 승강장 2면 2선의 지상역이지만, 사용되지 않은 서쪽의 승강장은 잠겨있고 들어갈 수 없이 해당 선로의 장내, 출발 신호기도 설치되지 않았다. 이 때문에, 실제로는 개찰구의 동쪽에만 한 면인 1면 1선밖에 사용되지 않는다. 다만, 전철화되어 있는 관계로 어느 플랫폼도 열차의 사용이 가능한 상태에 있다. 통상 사용되는 선로는 단식 현수조가 사용되지 않은 선로는 복식 카테나리의 가선이 사용되고 있다.
자동 매표기, 자동 개찰기, 자동 정산기를 갖추고 있지만, 종일 간이역이다.
발착하는 전동차는 모두 무코가와 행이다.

### 승강장
| 승강장 | 노선          | 행선          |
| ------ | ------------- | ------------- |
| 동측   | ■ 무코가와 선 | 무코가와 방면 |
| 서측   | (미사용)      | (미사용)      |

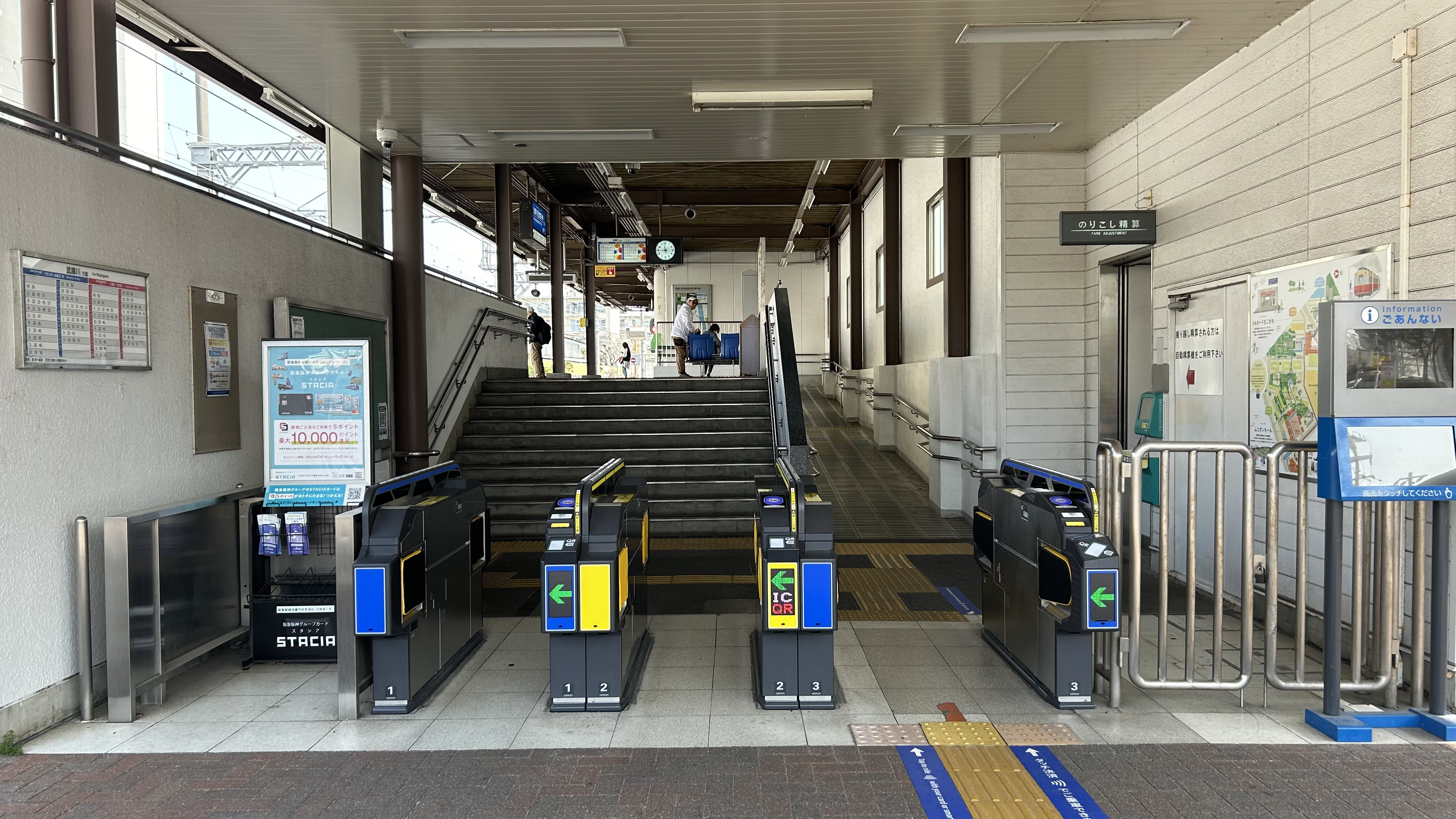
개찰구
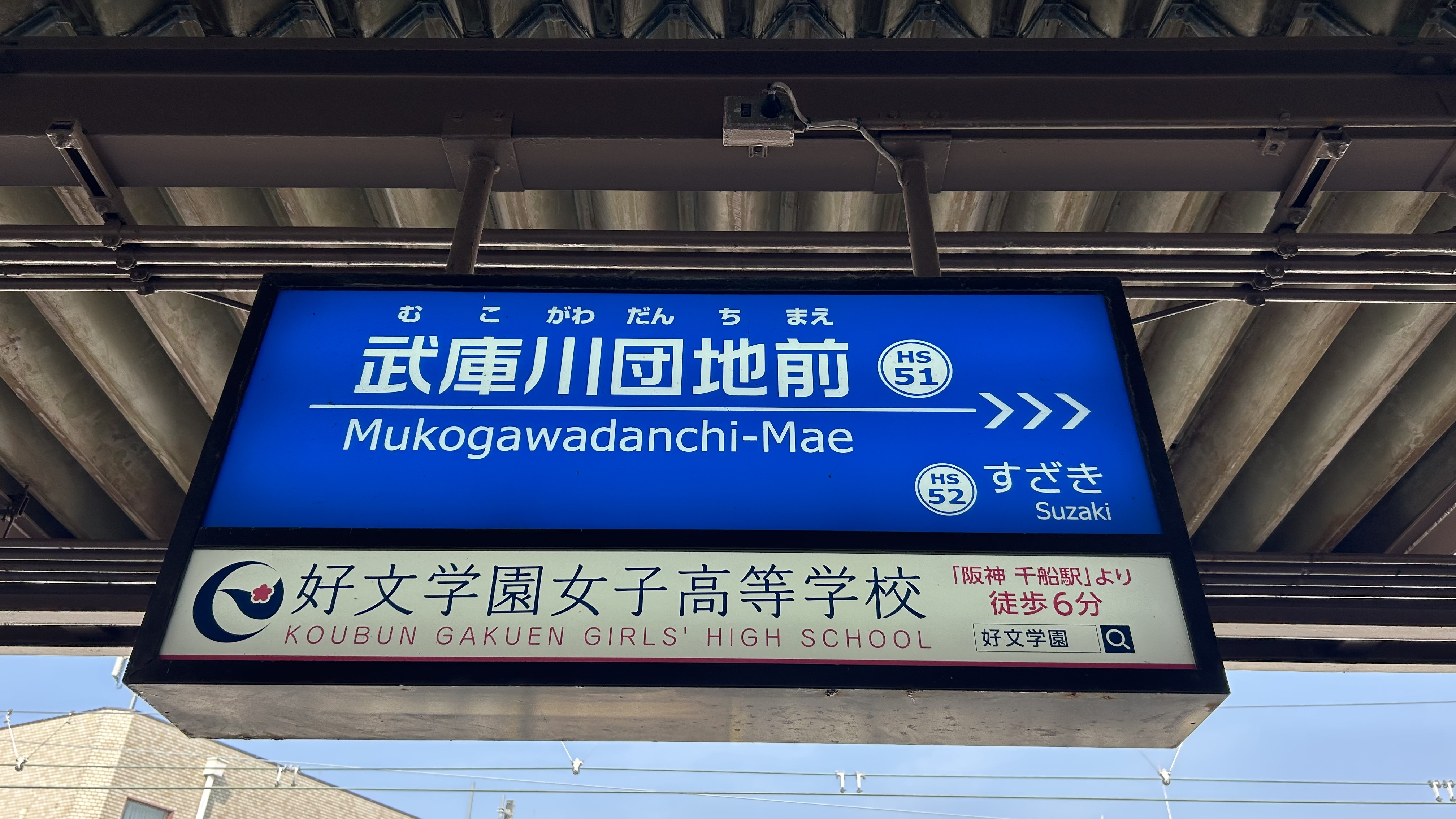
역명표
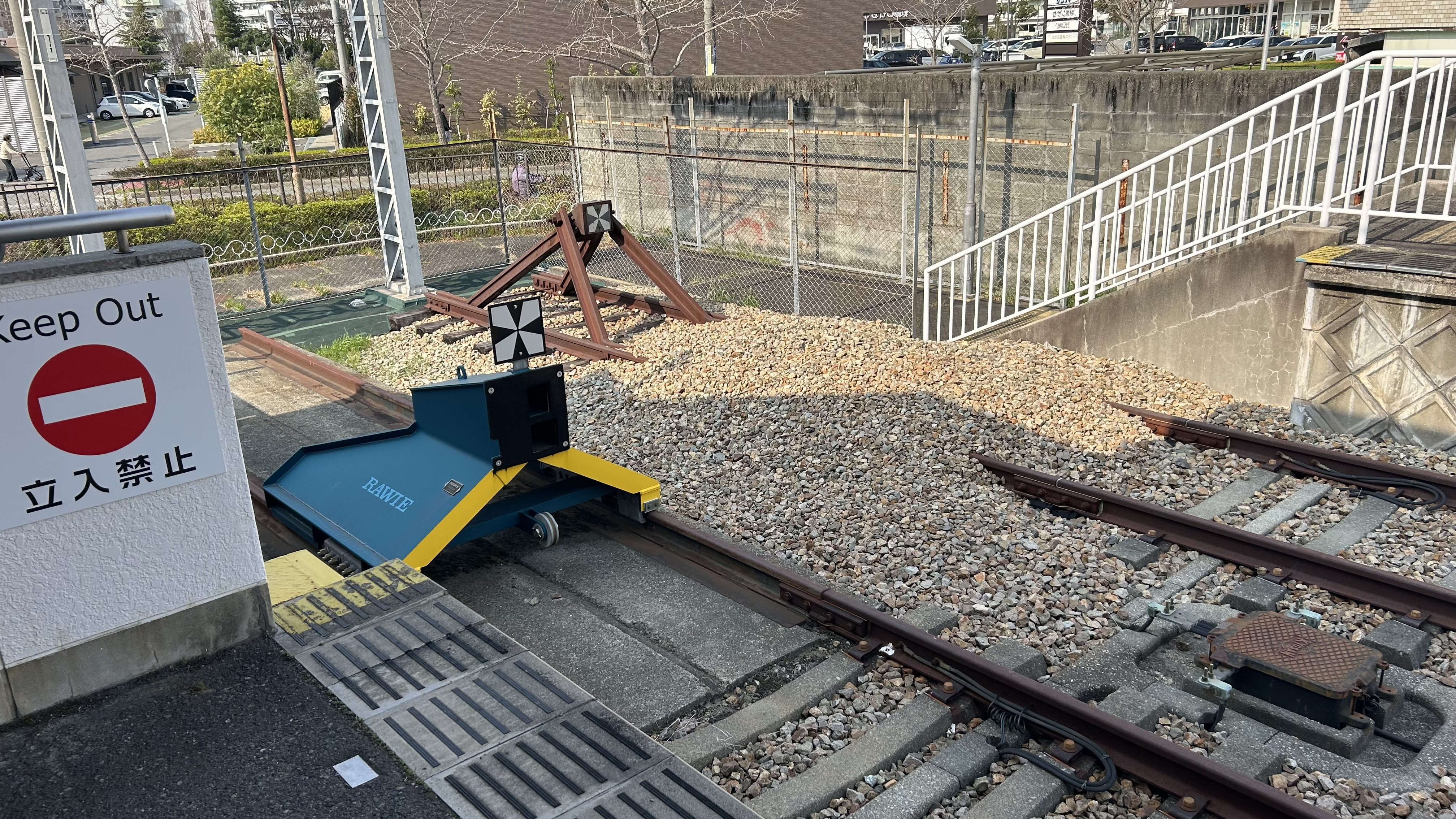
차정지

## 역 주변
- 무코가와 단지・나루오하마(유통단지)의 근처역이다.
- 니시노미야 시립 다카스 공민관
  - 니시노미야 시청 나루오 지소 다카스 분실
- 니시노미야 시 국립 중앙 도서관 다카스 분실
- 니시노미야 시립 나루오미나미 중학교
- 니시노미야 시립 다카스 초등학교
- 니시노미야 다카스 우체국
- 니시노미야 다카스미나미 우체국

## 사진

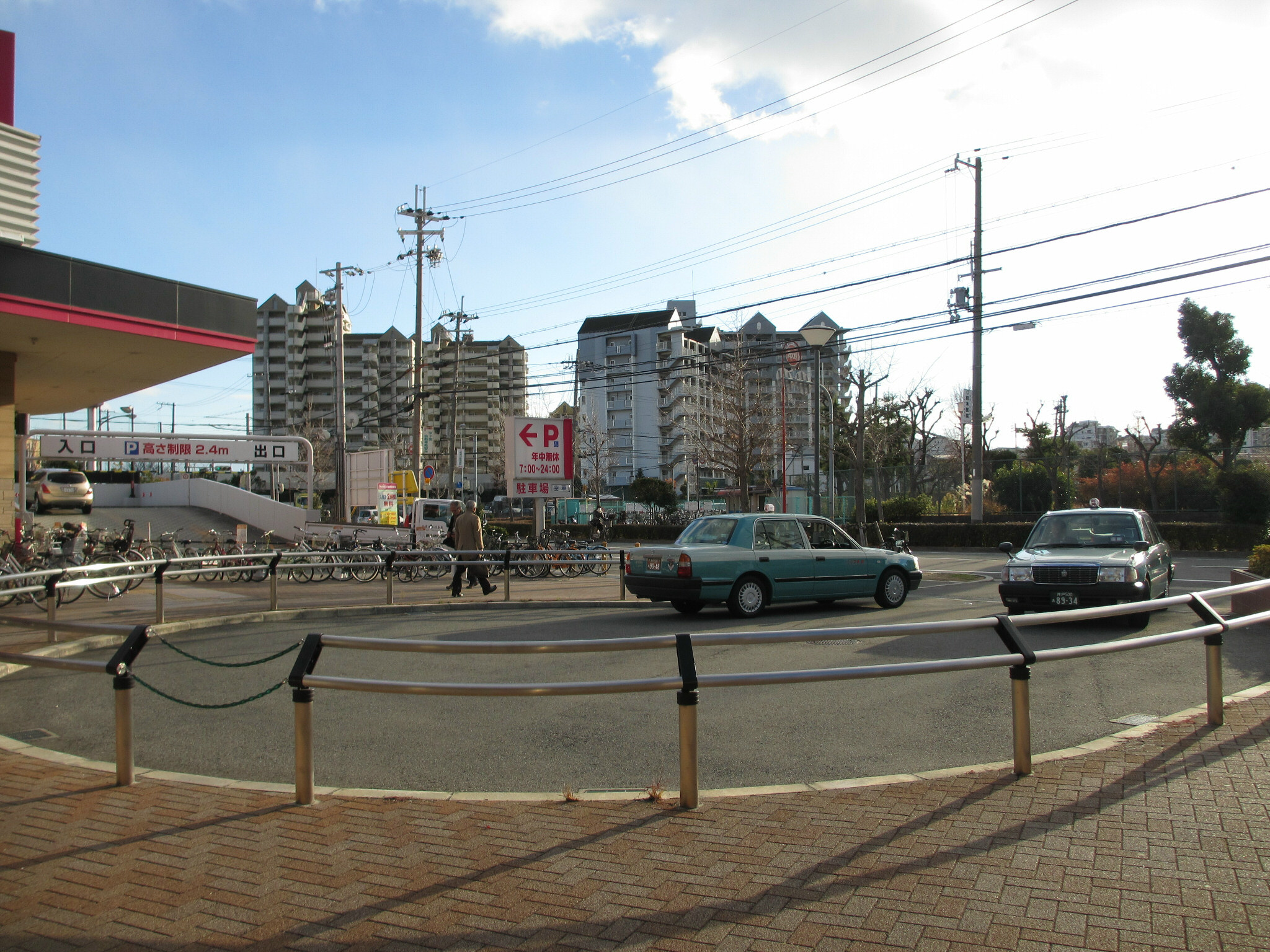
역전 광장

## 인접역
| 한신 전기철도 ■ 무코가와 선 | 한신 전기철도 ■ 무코가와 선 | 한신 전기철도 ■ 무코가와 선 |
| --------------------------- | --------------------------- | --------------------------- |
| HS 52 스자키 무코가와 방면  |                             | 시·종착역                   |